# غيفو (غيفو)
غيفو (باليابانية: 岐阜市) ، هي مدينة يابانية ، تقع في وسط الجنوب من محافظة غيفو ، وهي مدينة تاريخية، اشتهرت بوجود أودا نوبوناغا المحارب الياباني الشهير وفترة سينغوكو.

## المناخ
يظهر الجدول التالي التغييرات المناخية على مدار السنة لغيفو:
| البيانات المناخية لـغيفو                            | البيانات المناخية لـغيفو | البيانات المناخية لـغيفو | البيانات المناخية لـغيفو | البيانات المناخية لـغيفو | البيانات المناخية لـغيفو | البيانات المناخية لـغيفو | البيانات المناخية لـغيفو | البيانات المناخية لـغيفو | البيانات المناخية لـغيفو | البيانات المناخية لـغيفو | البيانات المناخية لـغيفو | البيانات المناخية لـغيفو | البيانات المناخية لـغيفو |
| الشهر                                               | يناير                    | فبراير                   | مارس                     | أبريل                    | مايو                     | يونيو                    | يوليو                    | أغسطس                    | سبتمبر                   | أكتوبر                   | نوفمبر                   | ديسمبر                   | المعدل السنوي            |
| --------------------------------------------------- | ------------------------ | ------------------------ | ------------------------ | ------------------------ | ------------------------ | ------------------------ | ------------------------ | ------------------------ | ------------------------ | ------------------------ | ------------------------ | ------------------------ | ------------------------ |
| الدرجة القصوى °م (°ف)                               | 20.4 (68.7)              | 22.2 (72.0)              | 25.8 (78.4)              | 30.8 (87.4)              | 33.5 (92.3)              | 36.2 (97.2)              | 39.0 (102.2)             | 39.8 (103.6)             | 37.7 (99.9)              | 31.0 (87.8)              | 26.7 (80.1)              | 21.1 (70.0)              | 39.8 (103.6)             |
| متوسط درجة الحرارة الكبرى °م (°ف)                   | 8.8 (47.8)               | 10.0 (50.0)              | 13.7 (56.7)              | 19.8 (67.6)              | 24.2 (75.6)              | 27.4 (81.3)              | 31.0 (87.8)              | 33.0 (91.4)              | 28.8 (83.8)              | 23.1 (73.6)              | 17.2 (63.0)              | 11.6 (52.9)              | 20.7 (69.3)              |
| متوسط درجة الحرارة الصغرى °م (°ف)                   | 0.5 (32.9)               | 0.9 (33.6)               | 3.9 (39.0)               | 9.3 (48.7)               | 14.2 (57.6)              | 19.0 (66.2)              | 23.0 (73.4)              | 24.3 (75.7)              | 20.4 (68.7)              | 13.8 (56.8)              | 7.7 (45.9)               | 2.7 (36.9)               | 11.6 (52.9)              |
| أدنى درجة حرارة °م (°ف)                             | −14.3 (6.3)              | −13.7 (7.3)              | −6.7 (19.9)              | −2.8 (27.0)              | 1.7 (35.1)               | 6.8 (44.2)               | 12.8 (55.0)              | 14.0 (57.2)              | 8.3 (46.9)               | 0.8 (33.4)               | −2.4 (27.7)              | −8.7 (16.3)              | −14.3 (6.3)              |
| الهطول مم (إنش)                                     | 67.0 (2.64)              | 82.1 (3.23)              | 143.0 (5.63)             | 161.2 (6.35)             | 204.7 (8.06)             | 245.3 (9.66)             | 261.6 (10.30)            | 148.9 (5.86)             | 237.3 (9.34)             | 125.5 (4.94)             | 93.0 (3.66)              | 58.0 (2.28)              | 1٬827٫6 (71.95)          |
| متوسط تساقط الثلوج سم (إنش)                         | 19 (7.5)                 | 17 (6.7)                 | 1 (0.4)                  | 0 (0)                    | 0 (0)                    | 0 (0)                    | 0 (0)                    | 0 (0)                    | 0 (0)                    | 0 (0)                    | 0 (0)                    | 9 (3.5)                  | 46 (18.1)                |
| متوسط أيام هطول الأمطار (≥ 0.5 mm)                  | 9.5                      | 9.7                      | 10.7                     | 10.7                     | 11.6                     | 12.7                     | 13.7                     | 9.7                      | 12.5                     | 9.3                      | 8.1                      | 9.3                      | 127.5                    |
| متوسط الأيام المثلجة                                | 9.4                      | 8.2                      | 2.9                      | 0.2                      | 0.0                      | 0.0                      | 0.0                      | 0.0                      | 0.0                      | 0.0                      | 0.1                      | 3.7                      | 24.5                     |
| متوسط الرطوبة النسبية (%)                           | 67                       | 63                       | 60                       | 60                       | 65                       | 71                       | 74                       | 70                       | 71                       | 67                       | 67                       | 68                       | 67                       |
| ساعات سطوع الشمس الشهرية                            | 160.3                    | 163.6                    | 188.3                    | 196.0                    | 199.0                    | 159.4                    | 167.0                    | 202.2                    | 157.8                    | 174.2                    | 157.3                    | 160.2                    | 2٬085٫3                  |
| المصدر #1: وكالة الأرصاد الجوية اليابانية           |                          |                          |                          |                          |                          |                          |                          |                          |                          |                          |                          |                          |                          |
| المصدر #2: وكالة الأرصاد الجوية اليابانية (records) |                          |                          |                          |                          |                          |                          |                          |                          |                          |                          |                          |                          |                          |

## توأمة
لغيفو (غيفو) اتفاقيات توأمة مع:
- سينسيناتي

## أعلام
- يومي تومي
- ياسويوكي مورياما
- كينيتشي شيموكاوا

## مصدر
1. 1 2  GeoNames (بالإنجليزية), 2005, QID:Q830106
2. ↑   https://www.cincinnatisistercity.org/gifu-japan. {{استشهاد ويب}}: |url= بحاجة لعنوان (مساعدة) والوسيط |title= غير موجود أو فارغ (من ويكي بيانات) (مساعدة)
3. ↑   https://www.campinas.sp.gov.br/governo/cooperacao_internacional/irmas/. {{استشهاد ويب}}: |url= بحاجة لعنوان (مساعدة) والوسيط |title= غير موجود أو فارغ (من ويكي بيانات) (مساعدة)
4. ↑   https://www.canadainternational.gc.ca/japan-japon/bilateral_relations_bilaterales/sistercity-jumelage.aspx?lang=eng. {{استشهاد ويب}}: |url= بحاجة لعنوان (مساعدة) والوسيط |title= غير موجود أو فارغ (من ويكي بيانات) (مساعدة)
5. ↑  [ja:平年値（年・月ごとの値）]. Japan Meteorological Agency https://web.archive.org/web/20200224174924/http://www.data.jma.go.jp/obd/stats/etrn/view/nml_sfc_ym.php?prec_no=19&prec_ch=Hx&block_no=47632&block_ch=H&year=&month=&day=&elm=normal&view=. مؤرشف من الأصل في 2020-02-24. اطلع عليه بتاريخ 2011-11-18. {{استشهاد ويب}}: |trans-title= بحاجة لـ |title= أو |script-title= (مساعدة) و|مسار أرشيف= بحاجة لعنوان (مساعدة)
6. ↑  [ja:観測史上1～10位の値（年間を通じての値）]. Japan Meteorological Agency https://web.archive.org/web/20200224184743/http://www.data.jma.go.jp/obd/stats/etrn/view/rank_s.php?prec_no=19&prec_ch=Hx&block_no=47632&block_ch=H&year=&month=&day=&elm=rank&view=. مؤرشف من الأصل في 2020-02-24. اطلع عليه بتاريخ 2010-03-06. {{استشهاد ويب}}: |trans-title= بحاجة لـ |title= أو |script-title= (مساعدة) و|مسار أرشيف= بحاجة لعنوان (مساعدة)

## وصلات خارجية
- Gifu City official website (باليابانية)
- Gifu City Hall[وصلة مكسورة]
- Gifu Convention and Visitors Bureau Event Calendar